# Commissione dell'ambiente, della pianificazione del territorio e dell'energia del Consiglio degli Stati
La  Commissione dell'ambiente, della pianificazione del territorio e dell'energia del Consiglio degli Stati CAPTE-S (in tedesco Kommission für Umwelt, Raumplanung und Energie des Ständerates UREK-S, in francese Commission de l'environnement, de l'aménagement du territoire et de l'énergie du Conseil des Etats CEATE-S, in romancio Cumissiun per ambient, planisaziun dal territori ed energia dal Cussegl dals chantuns CAPTE-S) è una commissione tematica del Consiglio degli Stati della Confederazione elvetica. È composta da 13 membri, di cui un presidente e un vicepresidente. È stata istituita il 25 novembre 1991.

## Funzione
La commissione si occupa dei seguenti temi:
- Protezione dell’ambiente, politica climatica e sviluppo sostenibile
- Protezione della natura, del patrimonio e delle acque
- Gestione e sviluppo territoriale
- Energia e approvvigionamento energetico
- Economia idrica e selvicoltura
- Caccia e pesca
- Sicurezza nucleare